# Ramón Aguilar
Ramón Aguilar Ceja también conocido por su pseudónimo José Aguilera (Zacapu, Michoacán; 15 de abril de 1888-Santiago Tangamandapio, Michoacán; 31 de marzo de 1936) fue un militar y agrarista mexicano que participó en la Revolución mexicana, la Rebelión delahuertista y las Guerras Cristeras.

## Biografía
Hijo de un propietario rural, estudió en la escuela parroquial de Zacapu. En 1916 fue secuestrado por fuerzas de José Inés García Chávez, con quienes combatió hasta 1917, cuando emigró a los Estados Unidos. Regresó a México en 1922 y junto a Primo Tapia organizó diversos movimientos agraristas. Logró ser delegado de la comunidad agraria en Zacapu y vicepresidente de la segunda convención de la Liga de Comunidades y Sindicatos Agraristas. En 1923 rompió con Tapia para unirse a la Rebelión delahuertista bajo las órdenes de Ricardo Luna Morales.

### Guerra Cristera
En junio de 1927 se unió al ejército cristero bajo las órdenes de Jesús Degollado Guízar, alcanzando el grado de general brigadier. En enero de 1928 derrotó al 11.º regimiento en la batalla del Cerro del Encinal, provocando las bajas del general Ayala y un centenar de sus hombres. Durante todo 1928 concentró sus fuerzas en mantener la zona Zamora-Zacapu en manos cristeras. El 16 de septiembre de 1928 tomó Ecuandureo. En enero de 1929 derrotó al general T. Mendoza en Zamora; incendió las estaciones de Tingüindín, Tarecuato y Moreno, dando muerte a 80 soldados del 85.º regimiento. Durante 1929, junto a Anatolio Partida, atacó Cojumatlán, Quitupan, Mazamitla, Valle de Juárez, Tizapán el Alto, Sahuayo de Morelos, La Palma, San José de Gracia, Cotija, Apatzingán, Uruapan, Zirándaro. Fue considerado por Enrique Gorostieta Velarde como su mejor jefe de guerra.

### Segunda Guerra Cristera
Ante el asesinato de diversos exlíderes cristeros, se levantó en armas en 1932, obligando al gobierno a anular sus decretos persecutorios en contra de los cristeros. En julio de 1932, junto al capitán José Uribe, subalterno de Aguilar, y su tropa, sostuvieron enfrentamientos con el ejército en Mexcala y Ajuno. Rubén Guízar se indultó en abril de 1933 y apoyó al gobierno en sus intentos de convencer a los demás jefes guerrilleros para que hicieran lo mismo; pero fue capturado por tropas de Aguilar y fusilado sin mayor trámite el 3 de mayo de ese año. En septiembre de 1933, Aguilar comenzó a desesperarse por la impotencia de su ejército y manifestó a la liga que se estaban "quedando solos", por lo cual era urgente firmar un pacto con Antonio I. Villarreal, que en su opinión podría redituar en mayores recursos bélicos. Fue nombrado jefe de operaciones militares en Michoacán hasta su rompimiento con la Liga Nacional para la Defensa de las Libertades Religiosas en 1934. En 1935 volvió a afiliarse a la liga, aunque la relación de confianza entre ambas partes ya estaba mermada. Finalmente, Aguilar sería asesinado en una emboscada tendida por los agraristas el 31 de marzo de 1936.

## Ideología
A pesar de haber militado en el ejército cristero, era conocido su anticlericalismo, siendo reacio a las celebraciones católicas previas a los combates cristeros. Nunca estuvo realmente comprometido con el programa de la Liga Nacional para la Defensa de las Libertades Religiosas y se oponía al agrarismo ejidal. Afirmaba que el movimiento libertario revolucionario, que comenzó hace 20 años, no había triunfado todavía ya que la tiranía seguía reinando: “¡Viva el agrarismo, mueran el agarrismo y el pillaje!". Es probable que sus ideas más cercanas al delahuertismo, y las dificultades que enfrentó para reinsertarse a la vida pacífica tras el fin de la Cristiada, hayan sido las principales razones de unirse a la Segunda Guerra Cristera.

## En la cultura popular
Debido a su carácter agrarista fue partícipe de diversos corridos durante la cristiada.